# لزینه (استان اوپوله)
لزینه (به لهستانی: Lędziny) یک منطقهٔ مسکونی در لهستان است که در گمینا خژانستوویتسه واقع شده‌است.